# Abscon
Abscon [apskɔ̃] est une commune française située dans le département du Nord en région Hauts-de-France, dans l'arrondissement de Valenciennes, à l'ouest de Denain.

## Géographie

### Localisation
Située à 20 minutes de Douai, ou encore à 10 minutes de Valenciennes, Abscon possède une situation géographique privilégiée. Au contact d'une autoroute, cette ville est la dernière limite du Hainaut et touche le Douaisis. À 59 mètres d'altitude et peuplée d’environ 4 150 habitants, la ville d'Abscon s'étend sur 727 hectares.
Cette ville, dite « en croix », est décrite suivant deux routes concourantes aux « 4 chemins » délimitant le centre-ville. Les corons, installés avec les anciennes activités minières, et les commerces s'étendent de part et d'autre de ces deux grandes rues dont une route nationale.

### Hydrographie
La commune est située dans le bassin Artois-Picardie. Elle n'est drainée par aucun cours d'eau,.

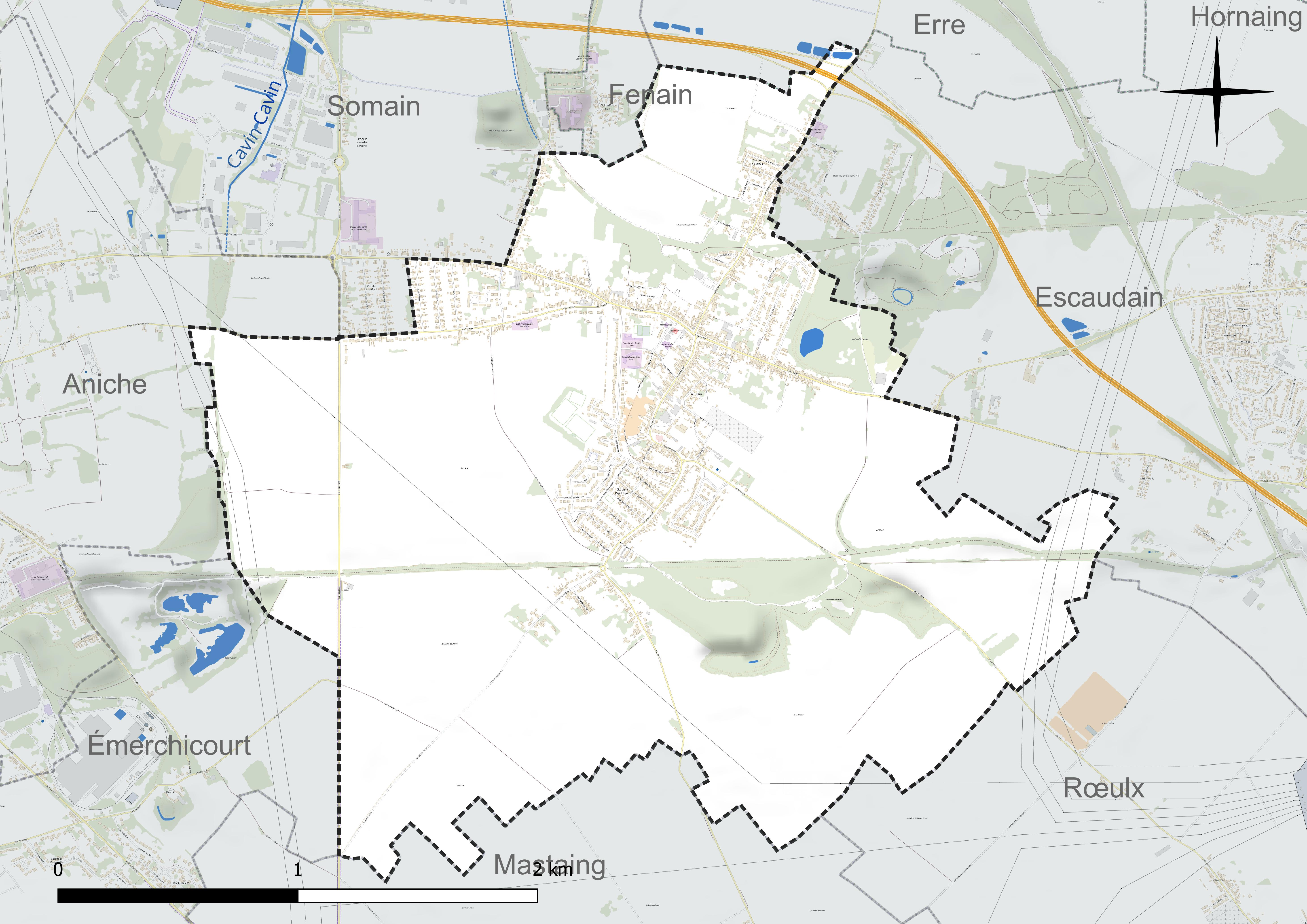
Réseau hydrographique d'Abscon.

### Climat
Pour des articles plus généraux, voir Climat des Hauts-de-France et Climat du Nord.
En 2010, le climat de la commune est de type climat océanique dégradé des plaines du Centre et du Nord, selon une étude du CNRS s'appuyant sur une série de données couvrant la période 1971-2000. En 2020, Météo-France publie une typologie des climats de la France métropolitaine dans laquelle la commune est exposée à un climat océanique et est dans la région climatique Nord-est du bassin Parisien, caractérisée par un ensoleillement médiocre, une pluviométrie moyenne régulièrement répartie au cours de l'année et un hiver froid (3 °C).
Pour la période 1971-2000, la température annuelle moyenne est de 10,4 °C, avec une amplitude thermique annuelle de 14,7 °C. Le cumul annuel moyen de précipitations est de 715 mm, avec 11,9 jours de précipitations en janvier et 9,1 jours en juillet. Pour la période 1991-2020, la température moyenne annuelle observée sur la station météorologique la plus proche, située sur la commune de Douai à 16 km à vol d'oiseau, est de 11,0 °C et le cumul annuel moyen de précipitations est de 729,2 mm,. Pour l'avenir, les paramètres climatiques de la commune estimés pour 2050 selon différents scénarios d'émission de gaz à effet de serre sont consultables sur un site dédié publié par Météo-France en novembre 2022.

## Urbanisme

### Typologie
Au 1er janvier 2024, Abscon est catégorisée ceinture urbaine, selon la nouvelle grille communale de densité à sept niveaux définie par l'Insee en 2022.
Elle appartient à l'unité urbaine de Valenciennes (partie française), une agglomération internationale regroupant 56  communes, dont elle est une commune de la banlieue,,. Par ailleurs la commune fait partie de l'aire d'attraction de Somain, dont elle est une commune du pôle principal,. Cette aire, qui regroupe 5 communes, est catégorisée dans les aires de moins de 50 000 habitants,.

### Occupation des sols
L'occupation des sols de la commune, telle qu'elle ressort de la base de données européenne d'occupation biophysique des sols Corine Land Cover (CLC), est marquée par l'importance des territoires agricoles (73,3 % en 2018), une proportion sensiblement équivalente à celle de 1990 (73,7 %). La répartition détaillée en 2018 est la suivante : 
terres arables (73,3 %), zones urbanisées (20,1 %), forêts (4,6 %), milieux à végétation arbustive et/ou herbacée (1,7 %), mines, décharges et chantiers (0,4 %). L'évolution de l'occupation des sols de la commune et de ses infrastructures peut être observée sur les différentes représentations cartographiques du territoire : la carte de Cassini (XVIIIe siècle), la carte d'état-major (1820-1866) et les cartes ou photos aériennes de l'IGN pour la période actuelle (1950 à aujourd'hui).

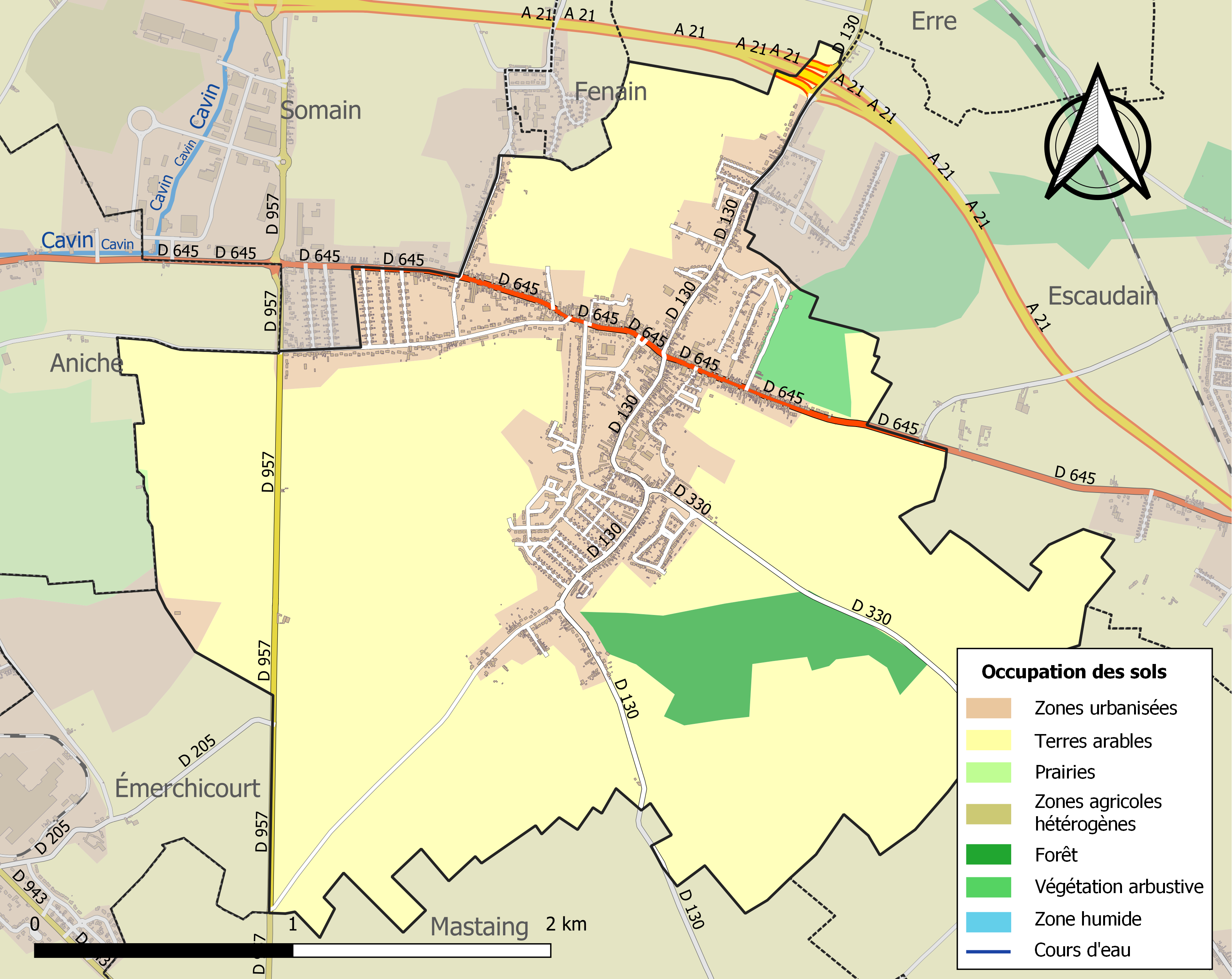
Carte des infrastructures et de l'occupation des sols de la commune en 2018 (CLC).

### Voies de communication et transports
La commune était desservie par les transports en commun ferroviaire à la gare d'Abscon.
La commune est desservie par la ligne 111 du réseau Transvilles et par la ligne 811 du réseau interurbain Arc en Ciel 3.

## Toponymie
Absconium, cartulaire de Marchiennes, 1123 Absconsum, Le Glay.Camerac.Christ. p. 147. Absconditum. Asconuim, Mirœus, Op. dipl. 1. 113. Ascons, Jean Froissart, Liv.1 ch. 113.

## Histoire
Il y a 40 millions d'années, une mer intérieure recouvrait Abscon et ses environs ce qui rend son sous-sol calcaire.

### Antiquité
À l'époque romaine, le lieu est entouré d'une immense forêt. Quand les Romains envahissent la région, ils s'installent dans les anciennes demeures abandonnées par les Gaulois. Ils remarquent qu'ils sont bien protégés par les bois environnants et appellent le lieu Abscondinium, Absconditum signifiant « caché ». Des fouilles archéologiques ont d'ailleurs permis de découvrir un temple druidique et des sépultures gauloises. Au fil des âges, le mot se métamorphose et devient Abconium en 1103, Abscons en 1349, Abescon en 1700 et enfin Abscon.
Le village est évangélisé au IIIe siècle par saint Piat, époque à laquelle Rome envoie des apôtres dans les Gaules : ceux-ci fondent de nombreux monastères où les religieux travaillent à l'évangélisation.

### Moyen Âge
Vers 630, Adalbaud, comte de Douai, fonde l'abbaye de Marchiennes. Quand il meurt assassiné, sa femme qui ne se remarie pas, se réfugie au monastère de Marchiennes. Devenue sainte Rictrude, elle lègue tous ses biens (dont Abscon et les terres qui l'entourent) à ladite abbaye. Abscon en porte d'ailleurs les armoiries. Une statue de sainte Rictrude se trouve à l'église de Marchiennes.
Le village était soumis à l'abbaye de Marchiennes qui prétendait le posséder en vertu du testament de sainte Rictude.
Au XIe siècle, Abscon est érigé en paroisse. L'église est dédiée à saint Brice qui en est toujours le patron. Un siècle plus tard, le village compte environ 80 habitants. Froissart raconte qu'en 1340, pendant la guerre de Cent Ans, les Douaisiens, alliés des Français incendient une moitié d'Abscon dont les habitants leur étaient hostiles mais après leur départ la garnison de Bouchain vint en représailles incendier l'autre partie.

### De Charles Quint à la Révolution française
Située dans une zone frontière, Abscon est plusieurs fois incendié en raison de guerres fréquentes. Pendant 80 ans, le village est occupé par les troupes de Charles Quint.
Au XVIe siècle, Abscon prend de l'importance comme groupement rural : en 1553, on recense 180 habitants (pour 36 foyers) principalement groupés autour de l'église et le long de la voie axiale menant à Mastaing et Marquette. À l'aube de la Révolution, la population a pratiquement doublé.
Le 8 janvier 1790, la paroisse d'Abscon qui devient une commune, passe de la prévôté de Bouchain au district de Valenciennes.
Le 5e régiment de hussards appartenait à l'armée du Nord, commandée par le général Pichegru. Le 5e Hussards bouscule un régiment de dragons hessois, dans les opérations du 18 et 19 avril 1794 à Abscon, capturent le colonel, de nombreux officiers et 120 dragons montés.

### XIXesiècle: l'essor industriel
Avec l'ouverture de la fosse La Pensée, l'année 1822 inaugure une nouvelle ère grâce à la Compagnie des mines d'Anzin.
En 1830, la mise en service de la fosse Saint-Mark puis en 1856 celle de Casimir-Perier provoquent un important accroissement de la population et modifient la physionomie du village, notamment par la construction des premiers corons. La présence conjuguée de la houille, de la chaux et de la Grande route amènent en 1833, l'implantation d'une sucrerie. Reprise par M. Delloye en 1913, celle-ci ferme ses portes en 1963. En 1841, la commune est reliée au chemin de fer du Nord de Somain. En 1854, une verrerie s'implante également à proximité de la fosse Saint-Marck et fonctionne jusqu'à l'aube de la Première Guerre mondiale. En parallèle, des carrières souterraines y ont été creusées pour exploiter la craie.
Enfin, en 1886, on inaugure la mairie.

### XXesiècle
En septembre 1914, les Allemands installent un champ d'aviation à l'emplacement actuel de la Cité du 11-Novembre et de la Résidence du Château d'eau. Le 18 octobre 1918, Abscon est libéré par les troupes canadiennes. Les années 1920 voient la reconstruction et l'arrivée massive des émigrés polonais venus remplacer la main-d'œuvre minière disparue lors de la Grande Guerre. Le village poursuit son extension par la construction de la Cité du Chaufour.
La Fosse de la Pensée est abandonnée en 1928 et sert de retour d'air à sa voisine la Fosse Casimir-Périer, avant de disparaître et d'être remblayée en 1950.
À partir de 1956, le programme d'amélioration de l'habitat se traduit par la construction d'écoles, de nouveaux lotissements et d'un château d'eau. Fin 1968, la fosse Saint-Marck est à son tour fermée.
Après une période de déclin industriel qui dure près de 15 ans, Abscon s'agrandit et s'embellit. L'ancienne église bâtie en 1892 et fermée au culte en juillet 1969 à cause d'affaissements miniers, est remplacée par un nouvel édifice inauguré en 1981. La rénovation se poursuit en janvier 1989 par l'ouverture d'un nouveau centre administratif puis par l'agrandissement des groupes scolaires, la construction d'une salle de sports, d'une nouvelle gendarmerie, de la Cité des Aulnes, la Cité des Sycomores, la Cité des Acacias…

## Politique et administration

### Tendances politiques et résultats
Le résultat de l'élection présidentielle de 2012 dans cette commune est le suivant :
| Candidat       | Candidat                    | Premier tour | Premier tour | Second tour | Second tour |
| Candidat       | Candidat                    | Voix         | %            | Voix        | %           |
| -------------- | --------------------------- | ------------ | ------------ | ----------- | ----------- |
|                | Eva Joly (EÉLV)             | 24           | 1,11         |             |             |
|                | Marine Le Pen (FN)          | 656          | 30,33        |             |             |
|                | Nicolas Sarkozy (UMP)       | 359          | 16,60        | 730         | 37,21       |
|                | Jean-Luc Mélenchon (FG)     | 344          | 15,90        |             |             |
|                | Philippe Poutou (NPA)       | 46           | 2,13         |             |             |
|                | Nathalie Arthaud (LO)       | 20           | 0,92         |             |             |
|                | Jacques Cheminade (SP)      | 4            | 0,18         |             |             |
|                | François Bayrou (MoDem)     | 82           | 3,79         |             |             |
|                | Nicolas Dupont-Aignan (DLR) | 42           | 1,94         |             |             |
|                | François Hollande (PS)      | 586          | 27,09        | 1232        | 62,79       |
|                |                             |              |              |             |             |
| Inscrits       | Inscrits                    | 2783         | 100,00       | 2782        | 100,00      |
| Abstentions    | Abstentions                 | 587          | 21,09        | 628         | 22,57       |
| Votants        | Votants                     | 2196         | 79,91        | 2154        | 77,43       |
| Blancs et nuls | Blancs et nuls              | 33           | 1,50         | 192         | 8,91        |
| Exprimés       | Exprimés                    | 2163         | 98,50        | 1962        | 91,09       |

Le résultat de l'élection présidentielle de 2017 dans cette commune est le suivant :
| Candidat    | Candidat                    | Premier tour | Premier tour | Deuxième tour | Deuxième tour |  |
| Candidat    | Candidat                    | %            | Voix         | %             | Voix          |  |
| ----------- | --------------------------- | ------------ | ------------ | ------------- | ------------- |  |
|             | Nicolas Dupont-Aignan (DLF) | 4,16         | 91           |               |               |  |
|             | Marine Le Pen (FN)          | 42,55        | 931          | 62,57         | 1190          |  |
|             | Emmanuel Macron (EM)        | 14,95        | 327          | 37,43         | 712           |  |
|             | Benoît Hamon (PS)           | 4,20         | 92           |               |               |  |
|             | Nathalie Arthaud (LO)       | 1,01         | 22           |               |               |  |
|             | Philippe Poutou (NPA)       | 0,64         | 14           |               |               |  |
|             | Jacques Cheminade (SP)      | 0,18         | 4            |               |               |  |
|             | Jean Lassalle (RES)         | 0,50         | 11           |               |               |  |
|             | Jean-Luc Mélenchon (LFI)    | 22,62        | 495          |               |               |  |
|             | François Asselineau (UPR)   | 0,32         | 7            |               |               |  |
|             | François Fillon (LR)        | 8,87         | 194          |               |               |  |
|             |                             |              |              |               |               |  |
| Inscrits    | Inscrits                    | 2 805        | 100,00       | 2 805         | 100,00        |  |
| Abstentions | Abstentions                 | 557          | 19,86        | 648           | 23,10         |  |
| Votants     | Votants                     | 2 248        | 80,14        | 2 157         | 76,90         |  |
| Blancs      | Blancs                      | 44           | 1,96         | 177           | 8,21          |  |
| Nuls        | Nuls                        | 16           | 0,71         | 78            | 3,62          |  |
| Exprimés    | Exprimés                    | 2 188        | 97,33        | 1 902         | 88,18         |  |

### Politique locale
Une élection partielle s'est tenue en 1990.
Lors du premier tour des élections municipales le 15 mars 2020, 27 sièges sont à pourvoir ; on dénombre 2 925 inscrits, dont 2 366 votants (80,89 %), 27 votes blancs (1,14 %) et 1 330 suffrages exprimés (58,21 %). La liste Entente et action municipale, étiquetée divers gauche, menée par le maire sortant Patrick Kowalczyk recueille 681 voix (51,20 %) et est ainsi élue dès le premier tour avec vingt-et-un sièges. La liste divers droite Agir pour les Absconnais menée par Éric Granato obtient six sièges avec 659 voix (48,80 %).

### Liste des maires

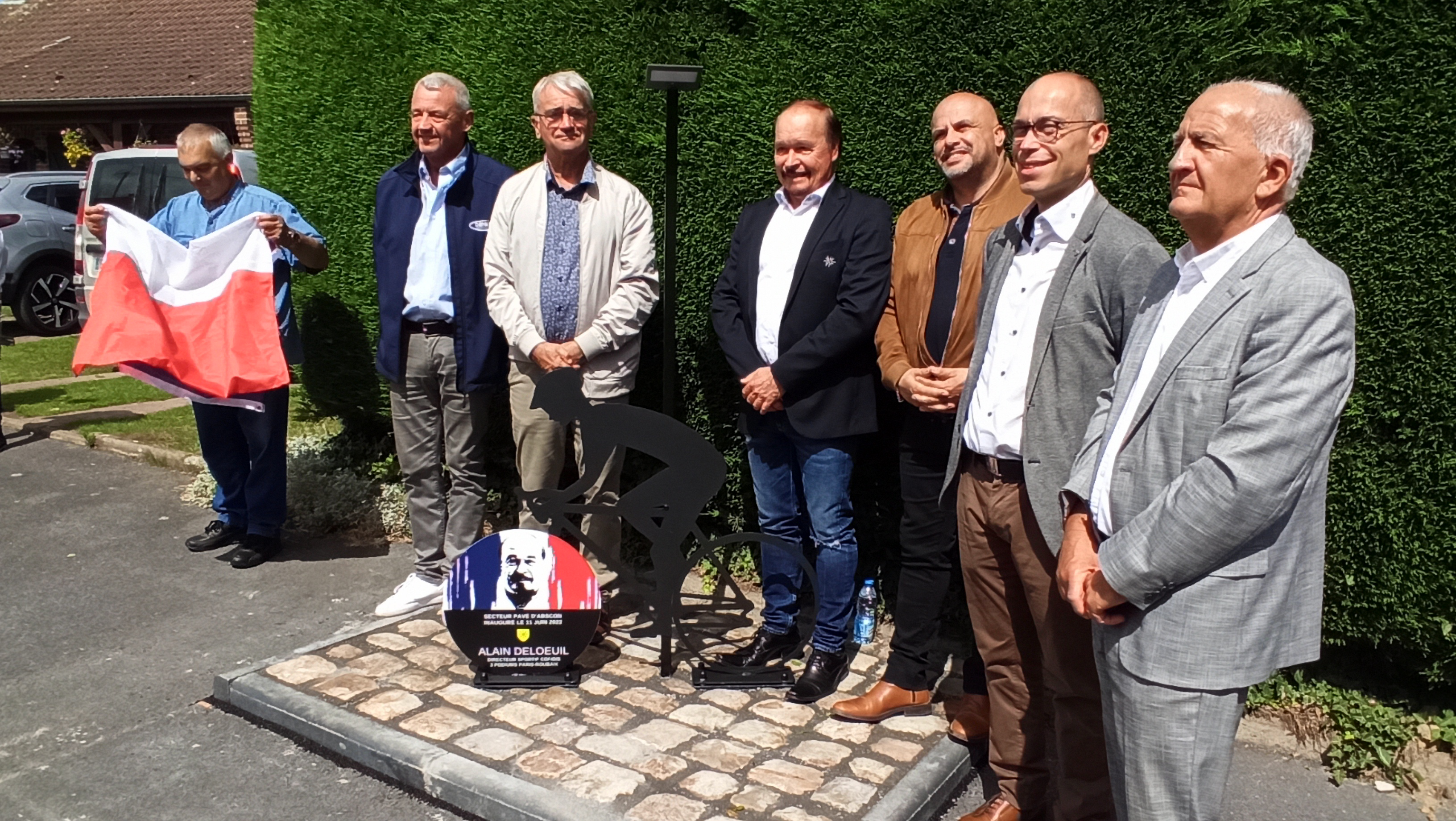
Inauguration du secteur Pavé Alain Deloeuil, Route de Marquette à Abscon, samedi 11 juin 2022 en présence de Patrick Kowalczyk maire d'Abscon, Ludovic Zientek maire de Bouchain et Aymeric Robin président de la CAPH. Ce secteur de 1 500 m est le secteur n°6 de la 5e étape du Tour de France 2022.

Maire de 1802 à 1807 : Guillemot,.

Maire en 1808 : Plichon.
| Identité                                                   | Période        | Période                                   | Durée                      | Étiquette                                      |
| Identité                                                   | Début          | Fin                                       | Durée                      | Étiquette                                      |
| ---------------------------------------------------------- | -------------- | ----------------------------------------- | -------------------------- | ---------------------------------------------- |
| Jérôme Plichon (d) (années 1740 - 25 septembre 1790)       |                | 1790                                      |                            |                                                |
| Charles Plichon (d) (20 septembre 1768 - 1er juin 1854)    |                | XIXe siècle                               |                            |                                                |
| Pierre-André Villette (d) (1873 - 1943)                    | 1919           | 1943                                      | 24 ans                     | Section française de l'Internationale ouvrière |
| Augustin Décamp (d) (7 octobre 1899 - 15 octobre 1971)     | 1945           | 1957                                      | 12 ans                     | Parti communiste français                      |
| Charles Van Coppenolle (d) (4 mars 1894 - 15 octobre 1968) | mars 1959      | 15 octobre 1968 (mort en cours de mandat) | 9 ans et 7 mois            |                                                |
| Édouard Assez (d) (5 décembre 1908 - 14 août 1977)         | 1968           | 14 août 1977 (mort en cours de mandat)    | 9 ans                      |                                                |
| Raymond Bay (d) (22 mars 1910 - 16 juillet 1981)           | 1977           | 16 juillet 1981 (mort en cours de mandat) | 4 ans                      |                                                |
| Jeanne Lécu (d), (4 mars 1921 - 9 septembre 2016)          | 4 octobre 1981 | 1er janvier 2000 (démission)              | 18 ans, 2 mois et 28 jours | divers droite                                  |
| Pierre Bricout (d) (5 novembre 1927 - 20 novembre 2015)    | 2000           | mars 2008                                 | 8 ans                      | divers droite                                  |
| Gilbert Défossé (d), (27 juillet 1932 - 6 janvier 2023)    | mars 2008      | décembre 2016 (démission)                 | 8 ans et 9 mois            | divers gauche                                  |
| Patrick Kowalczyk (d) (né le 11 mars 1952)                 | janvier 2017   | En cours                                  | 8 ans et 2 mois            | divers gauche                                  |

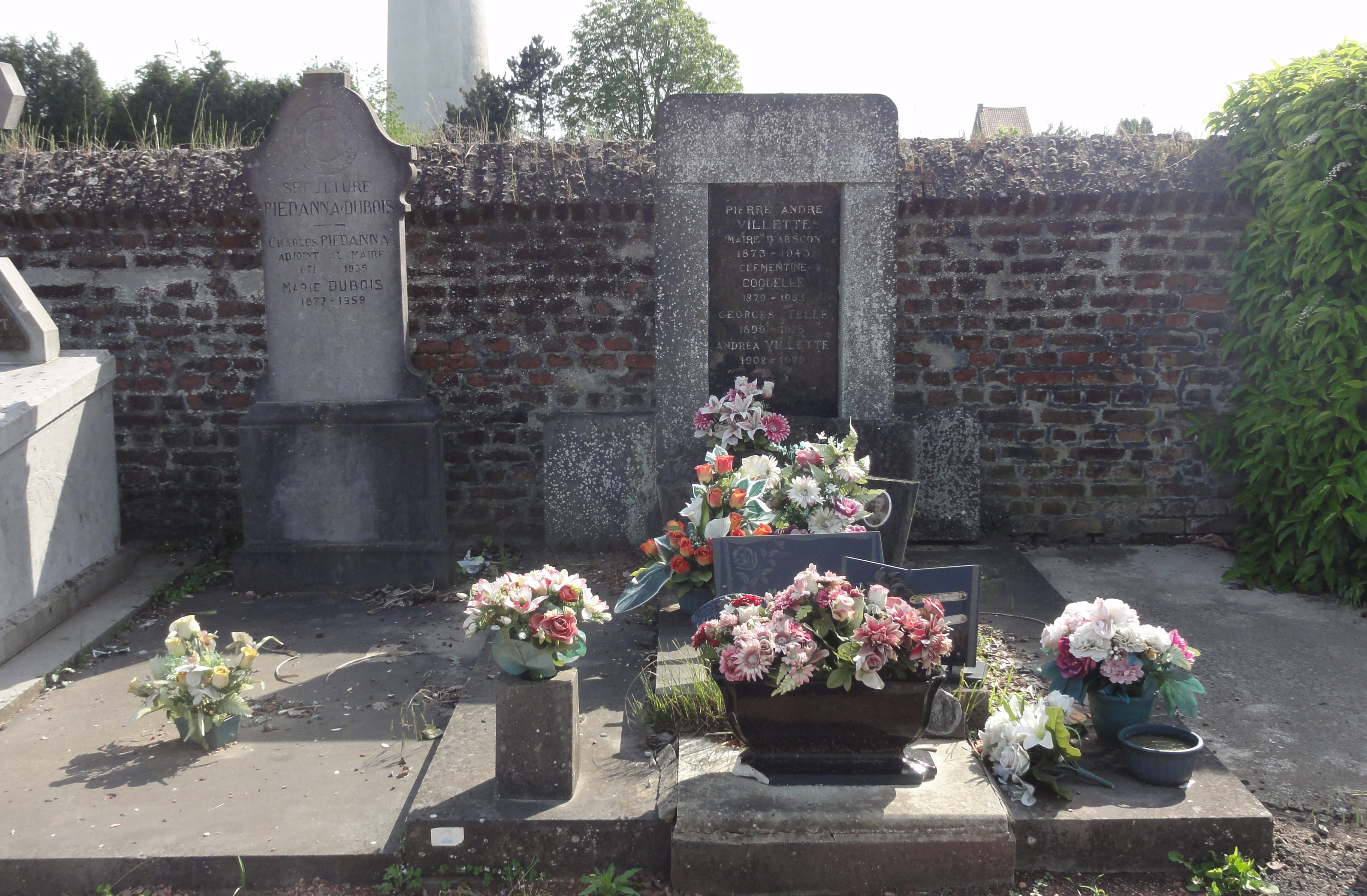
Tombe de Pierre-André Villette au cimetière d'Abscon.
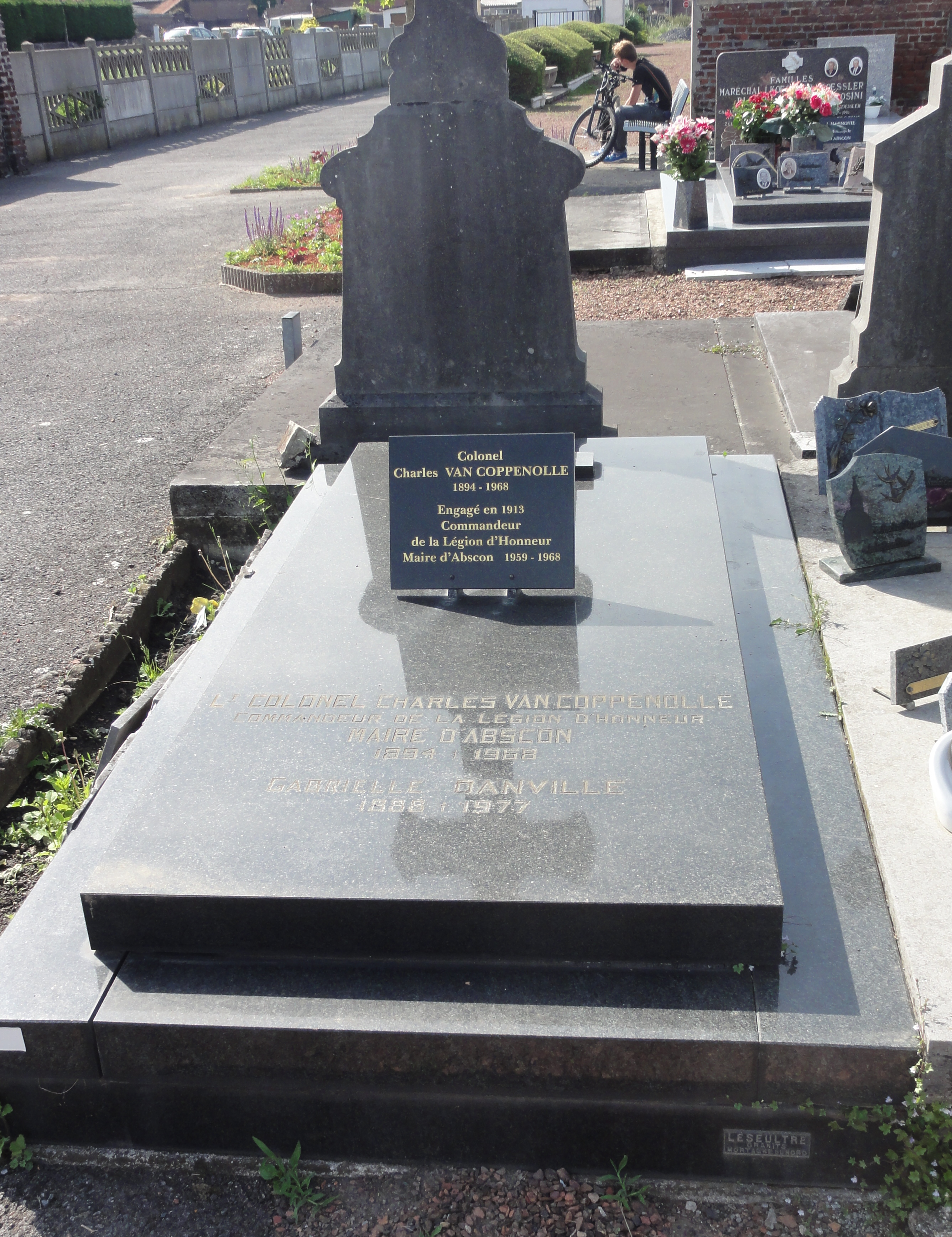
Tombe de Charles Van Coppenolle.

| Listes conduites                              | Tours                 | Tours                     | Tours                     | Tours   | Nombre de sièges obtenus | Conseil communautaire | Tendance |
| --------------------------------------------- | --------------------- | ------------------------- | ------------------------- | ------- | ------------------------ | --------------------- | -------- |
|                                               | 1er tour              |                           |                           |         |                          |                       |          |
| Nombres de voix                               | Pourcentages exprimés | Pourcentages des inscrits | Pourcentages des inscrits |         |                          |                       |          |
| Liste conduite par M. Patrick Kowalckyk (DVG) | 681                   | 51,20 %                   | 23,28 %                   | 23,28 % | 21                       | 2                     |          |
| Liste conduite par M. Éric Granato (DVD)      | 649                   | 48,79 %                   | 22,18 %                   | 22,18 % | 3                        | 0                     |          |
|                                               |                       |                           |                           |         |                          |                       |          |
|                                               | Nombre des inscrits   | Pourcentages des inscrits | Pourcentages des votants  |         |                          |                       |          |
| Nombre d'inscrits                             | 2 925                 |                           |                           |         |                          |                       |          |
| Abstentions                                   | 1 159                 | 53,30 %                   |                           |         |                          |                       |          |
| Votants                                       | 1 336                 | 46,70 %                   |                           |         |                          |                       |          |
| Blancs                                        | 27                    | 0,92 %                    | 1,98 %                    |         |                          |                       |          |
| Nuls                                          | 9                     | 0,31 %                    | 0,66 %                    |         |                          |                       |          |
| Exprimés                                      | 1 330                 | 45,47 %                   | 97,36 %                   |         |                          |                       |          |

### Intercommunalité
La commune fait partie de la communauté d'agglomération de la Porte du Hainaut.

### Instances judiciaires et administratives
La commune relève du tribunal d'instance de Valenciennes, du tribunal de grande instance de Valenciennes, de la cour d'appel de Douai, du tribunal pour enfants de Valenciennes, du conseil de prud'hommes de Valenciennes, du tribunal de commerce de Valenciennes, du tribunal administratif de Lille et de la cour administrative d'appel de Douai.

## Population et société

### Démographie

#### Évolution démographique
L'évolution du nombre d'habitants est connue à travers les recensements de la population effectués dans la commune depuis 1800. Pour les communes de moins de 10 000 habitants, une enquête de recensement portant sur toute la population est réalisée tous les cinq ans, les populations de référence des années intermédiaires étant quant à elles estimées par interpolation ou extrapolation. Pour la commune, le premier recensement exhaustif entrant dans le cadre du nouveau dispositif a été réalisé en 2005.

En 2022, la commune comptait 4 160 habitants, en évolution de −6,31 % par rapport à 2016 (Nord : +0,51 %, France hors Mayotte : +2,11 %).
| 1800 | 1806 | 1821 | 1831 | 1836 | 1841  | 1846  | 1851  | 1856  |
| ---- | ---- | ---- | ---- | ---- | ----- | ----- | ----- | ----- |
| 425  | 502  | 675  | 939  | 997  | 1 221 | 1 344 | 1 464 | 1 630 |

| 1861  | 1866  | 1872  | 1876  | 1881  | 1886  | 1891  | 1896  | 1901  |
| ----- | ----- | ----- | ----- | ----- | ----- | ----- | ----- | ----- |
| 1 608 | 1 650 | 2 280 | 2 745 | 2 996 | 2 948 | 2 810 | 2 919 | 2 912 |

| 1906  | 1911  | 1921  | 1926  | 1931  | 1936  | 1946  | 1954  | 1962  |
| ----- | ----- | ----- | ----- | ----- | ----- | ----- | ----- | ----- |
| 3 053 | 3 250 | 3 150 | 4 359 | 4 308 | 4 244 | 4 289 | 4 445 | 4 819 |

| 1968  | 1975  | 1982  | 1990  | 1999  | 2005  | 2006  | 2010  | 2015  |
| ----- | ----- | ----- | ----- | ----- | ----- | ----- | ----- | ----- |
| 4 899 | 4 636 | 4 213 | 3 954 | 4 135 | 4 161 | 4 152 | 4 228 | 4 426 |

| 2020  | 2022  | - | - | - | - | - | - | - |
| ----- | ----- | - | - | - | - | - | - | - |
| 4 241 | 4 160 | - | - | - | - | - | - | - |

#### Pyramide des âges
La population de la commune est relativement jeune.
En 2018, le taux de personnes d'un âge inférieur à 30 ans s'élève à 36,1 %, soit en dessous de la moyenne départementale (39,5 %). À l'inverse, le taux de personnes d'âge supérieur à 60 ans est de 26,6 % la même année, alors qu'il est de 22,5 % au niveau départemental.
En 2018, la commune comptait 2 093 hommes pour 2 283 femmes, soit un taux de 52,17 % de femmes, légèrement supérieur au taux départemental (51,77 %).
Les pyramides des âges de la commune et du département s'établissent comme suit.
| Hommes | Classe d’âge | Femmes |
| ------ | ------------ | ------ |
| 0,4    | 90 ou +      | 1,4    |
| 5,0    | 75-89 ans    | 9,4    |
| 17,2   | 60-74 ans    | 19,3   |
| 18,6   | 45-59 ans    | 17,9   |
| 19,0   | 30-44 ans    | 19,1   |
| 17,0   | 15-29 ans    | 15,0   |
| 22,7   | 0-14 ans     | 17,9   |

| Hommes | Classe d’âge | Femmes |
| ------ | ------------ | ------ |
| 0,5    | 90 ou +      | 1,4    |
| 5,3    | 75-89 ans    | 8,1    |
| 14,8   | 60-74 ans    | 16,2   |
| 19,1   | 45-59 ans    | 18,4   |
| 19,5   | 30-44 ans    | 18,7   |
| 20,7   | 15-29 ans    | 19,1   |
| 20,2   | 0-14 ans     | 18     |

### Enseignement
Abscon fait partie de l'académie de Lille.

## Culture locale et patrimoine

### Lieux et monuments
- La chapelle Saint-Roch, sise rue Georges-Danton ;
- La chapelle Saint-Anne, sise au croisement des rues Auguste-Blanqui et Victor-Hugo ;
- La chapelle Notre-Dame-des-Alouettes, sise rue du Sergent-Degallaix ;
- Vestiges d'un ancien château dont il reste un pignon du XVIIIe siècle ;
- Maisons anciennes dont une datée de 1765 ;
- Mairie construite en 1886, place du Général-de-Gaulle.
- Cavalier d'Azincourt et la Carrière d'Azincourt
- Verrerie à Coez, Mathieu, Leroy & Cie (1856-1918) à Abscon[37].

### Folklore
Les géants Adalbaud et Rictrude.

### Personnalités liées à la commune

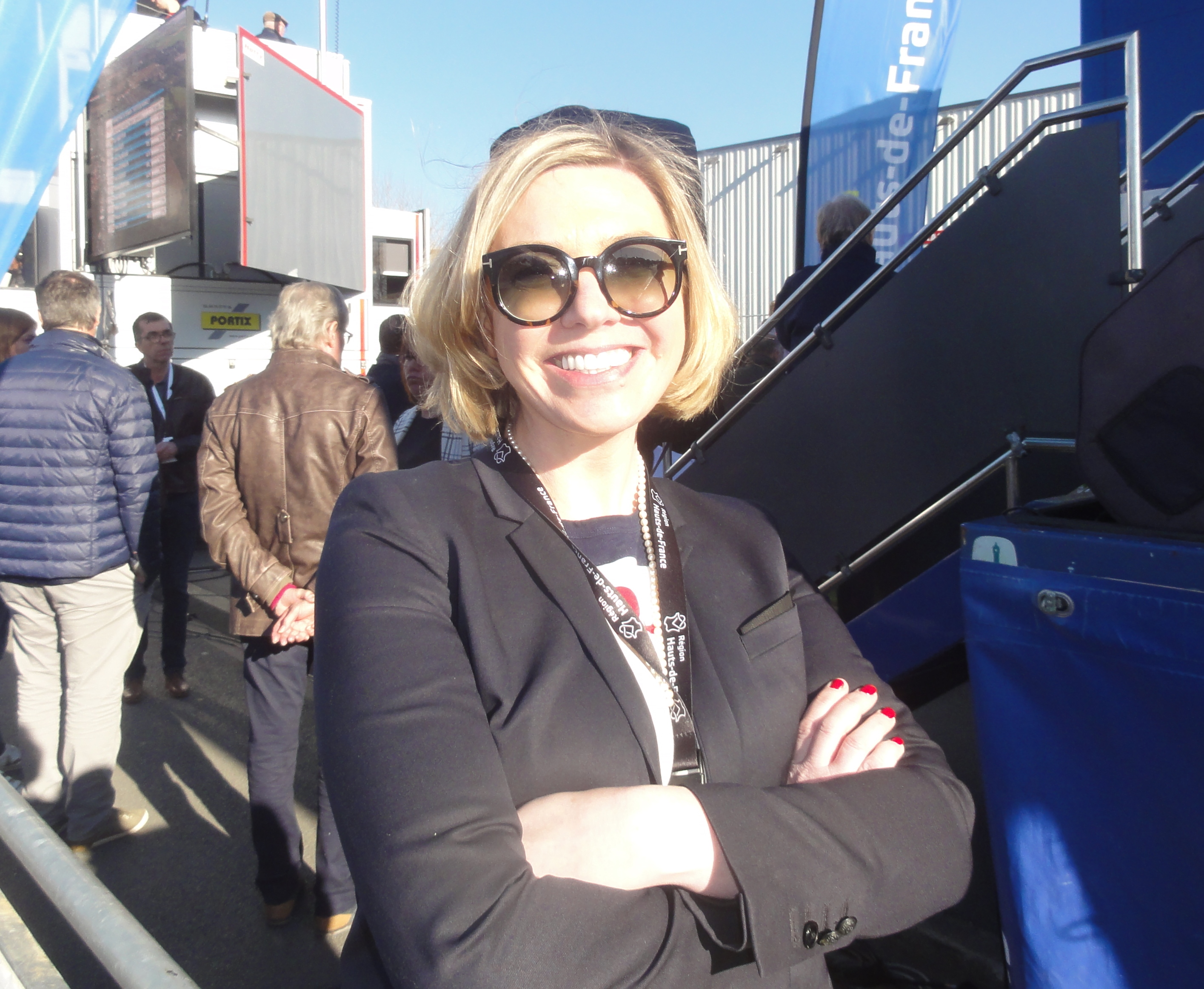
Sophie Granato-Bricout lors du Grand Prix de Denain 2019.

- Robert Witchitz, membre FTP-MOI du groupe Manouchian[38]

### Héraldique
| Blason de la ville d'Abscon | Blasonnement : D'or à une escarboucle de sable chargée en cœur d'un rubis de gueules. |

## Pour approfondir